# The Worst Witch (televisieserie 1998)
The Worst Witch (Nederlandse titel: De Hopeloze Heks) is een Brits-Canadese televisieserie die (nagesynchroniseerd) uitgezonden werd op Ketnet en ook op Z@pp en gebaseerd is op de gelijknamige kinderboekenserie The Worst Witch, geschreven en geïllustreerd door de Britse schrijfster Jill Murphy.
In 2001 volgde de sequel Weirdsister College (Pleegzuster College) en in 2005 volgde de spin-off The New Worst Witch. 

## Verhaal
De Kakelacademie (Cackle's Academy) is een school voor heksen. Iedereen draagt hetzelfde uniform en heeft dezelfde leerkrachten. Alleen heksen uit heksengeslachten worden toegelaten op de academie. Hoofdpersonage Merel Hobbel (Mildred Hubble) komt niet uit een heksenfamilie en wordt toch toegelaten op de academie, nadat ze een uitmuntend opstel schreef over heksen. Het is voor haar nogal aanpassen: de eerste schooldag slaagt ze erin om met haar bezem tussen de vuilnisbakken te belanden. Maud Maneschijn (Maud Moonshine) neemt het onmiddellijk voor Merel op en helpt haar uit de vuilnisbakken. Ze worden onmiddellijk beste vriendinnen.
Edith Huigel (Ethel Hallow) vindt Merel een mislukkeling op de academie. Zelf komt ze uit een van de beroemdste heksen- en tovenaarsgeslachten. Samen met haar beste vriendin, Ursula Gekko (Drusilla Paddock) valt ze Merel en haar vrienden lastig en probeert ze hen steeds weer in de problemen te brengen. Hoofdheks Amelia Kakel (Amelia Cackle) is de directrice van de Kakelacademie. Ze heeft gelukkig een bondje voor Merel, die anders al een tiental keer van school gestuurd zou zijn. Dat zou zeker zo zijn als het aan Heks Constance Hakblok (Constance Hardbroom) lag, die Merel niet kan uitstaan. Gelukkig maakt Merel nog meer vriendinnen en samen slagen ze er meestal in om alles tot een goed einde te brengen. Zo'n goed einde zelfs, dat Merel naar Pleegzuster College (Weirdsister College) mag, een hogeschool voor heksen en tovenaars.

## Filmlocaties
De serie is opgenomen in Groot-Brittannië en Canada. Het grootste gedeelte hiervan is gefilmd in Groot-Brittannië. Zo is het interieur van de school, waaronder de grote hal en de klaslokalen, opgenomen bij Twickenham Studios in Londen en het exterieur van de school bij Castle Coch in Cardiff, Wales. Het kasteel komt prominent in beeld bij de intro. De scenes op de binnenplaats zijn gefilmd bij Loseley Park, in de buurt van Guildford.
Dan zijn er nog een aantal afleveringen opgenomen in Montreal, Quebec. Deze afleveringen spelen zich voornamelijk in de natuur af.

## Nederlandse bewerking
De Nederlandse bewerking van de serie is gedaan door Say Cheeze en werd in opdracht gemaakt van Avro, VRT en Memphis Belle International B.V.
De stemregie is gedaan door Marty de Bruijn, Suzanne van de Wateren heeft de begeleiding van de nasynchronisatie gedaan, Holanda Lazic heeft de organisatie van het dubben gedaan en José van der Mark is verantwoordelijk geweest voor de eindredactie.
Noemenswaardig is dat voor de Nederlandse versie een eigen intro- en outrolied is geschreven met de titel Schemerlicht en Sterrenflonker. Deze zijn voor het derde seizoen gebruikt voor de versie die op televisie is geweest, en vanaf aflevering 6 voor de versie die op DVD is uitgebracht. Voor de intro’s en outro’s van de andere afleveringen is een vertaalde versie van het schoollied van de Kakelacademie gebruikt met de titel Onward Ever Striving Onward.

## Rolverdeling
| Personage in Engels      | Personage in Nederlands     | Acteur/actrice                                               | Nederlandse stemmen    |
| ------------------------ | --------------------------- | ------------------------------------------------------------ | ---------------------- |
| Miss Amalia Cackle       | Heks Amelia Kakel           | Clare Coulter                                                | Lasca ten Kate         |
| Miss Constance Hardbroom | Heks Constance Hakblok      | Kate Duchêne                                                 | Marjolein Algera       |
| Miss Imogen Drill        | Juf Imogeen Kim (Kimberley) | Claire Porter                                                | Ingeborg Wieten        |
| Miss Davina Bat          | Heks Davina Vlas            | Una Stubbs                                                   | Marloes van den Heuvel |
| Miss Lavinia Crotchet    | Heks Lavinia Kwartnoot      | Poly James                                                   | Beatrijs Sluijter      |
| Mrs. Tapioca             | Mevr. Tapioca, de kokkin    | Annette Badland                                              | Beatrijs Sluijter      |
| Mrs. Semolina            | Mevr. Semolina              | Flaminia Cinque                                              | Beatrijs Sluijter      |
| Frank Blossom            | Frank Bloesem               | Berwick Kaler                                                | Tony Neef              |
| Mildred Hubble           | Merel Hobbel                | Georgina Sherrington                                         | Nicoline van Doorn     |
| Maud Moonshine           | Maud Manenschijn            | Emma Brown                                                   | Kirsten Fennis         |
| Enid Nightshade          | Ingrid Nachtschade          | Jessica Fox                                                  | Elise Fennis           |
| Ethel Hallow             | Edith Huigel                | Felicity Jones (seizoen 1) Katy Allen (seizoen 2 & 3)        | Hester van Toll        |
| Drusilla Paddock         | Ursula Gekko                | Holly Rivers                                                 |                        |
| Jadu Wali                | Jolanda 'Jola' Winde        | Harshna Brahmbhatt                                           | Eveline Beens          |
| Ruby Cherrytree          | Rozie Kersenpit             | Joanna Dyce                                                  | Chantal van de Steeg   |
| Fenella Feverfew         | Vanella Wiggelroe           | Julia Maleskwi (seizoen 1 & 2) Emily Stride (seizoen 3)      |                        |
| Griselda Blackwood       | Griselda Breekhout          | Poppy Gaye                                                   |                        |
| Sybil Hallow             | Sanne Huigel                | Charlotte Knowles                                            | Rosanne Thesing        |
| Clarice Crow             | Cecile Snauw                | Georgia Isla Graham                                          |                        |
| Egbert Helibore          | Egbert Hellerook            | Terrence Hardiman (seizoen 1 & 3) Richard Durden (seizoen 2) | Jon van Eerd           |
| Algernon Rowan-Webb      | Evertjan Dromenster         | Paul Copley                                                  | Tony Neef              |
| Merlin Langstaff         | Merlijn Langstaf            | Guy Witcher                                                  | Phil Rommy             |
| Barry 'Baz' Dragonsbane  | Bennie 'Ben' Drakenstaart   | Paul Child                                                   | Willem Rebergen        |
| Gary 'Gaz' Grailquest    | Thomas 'Tom' Toverstaf      | Anthony Hamblin                                              | Sander van der Poel    |
| Charlie Blossom          | Charlie Bloesem             | Nicholas Pepper                                              | Sander van der Poel    |
| Mr. Hallow               | Meneer Huigel               | Patrick Pearson                                              | Jon van Eerd           |
| Mrs. Cosie               | Mevr. Kobie                 | Sheena Larkin                                                | Beatrijs Sluijter      |
| Hecketty Broomhead       | Henriëtte Sneerlip          | Janet Henfrey                                                | Beatrijs Sluijter      |
| Deirdre Swoop            | Sylvia Slang                | Stephanie Lane                                               |                        |
| Miss Gabrielle Gribble   | Juf Gabriëlle Kibbel        | Rebecca Clarke                                               | Lottie Hellingman      |

## Afleveringen
| Aflevering (seizoen) | Aflevering (serie) | Nederlandse titel              | Engelse titel                      | Gefilmd in |
| Seizoen 1            | Seizoen 1          | Seizoen 1                      | Seizoen 1                          | Seizoen 1  |
| -------------------- | ------------------ | ------------------------------ | ---------------------------------- | ---------- |
| 1                    | 1                  | Worstelen met een bezemsteel   | Battle Of The Broomsticks          | 🇬🇧         |
| 2                    | 2                  | Als we 's nachts feesten       | When We Feast At The Midnight Hour | 🇬🇧         |
| 3                    | 3                  | Varkensvalentijn               | A Pig In A Poke                    | 🇬🇧         |
| 4                    | 4                  | Een rothalloween               | A Mean Halloween                   | 🇬🇧         |
| 5                    | 5                  | Kunst- en vliegwerk            | Double, Double, Toil And Trouble   | 🇬🇧         |
| 6                    | 6                  | Apengelazer                    | Monkey Business                    | 🇬🇧         |
| 7                    | 7                  | Een verrassing voor Heks Kakel | Miss Cackle's Birthday Surprise    | 🇬🇧         |
| 8                    | 8                  | Avontuur in de natuur          | The Great Outdoors                 | 🇨🇦         |
| 9                    | 9                  | In het heetst van de strijd    | The Heat Is On                     | 🇬🇧         |
| 10                   | 10                 | Computers & cybermagie         | Sorcery And Chips                  | 🇬🇧         |
| 11                   | 11                 | Gebakje van eigen deeg         | Let Them Eat Cake                  | 🇨🇦         |
| 12                   | 12                 | Wedstrijd met de jongens       | Sweet Talking Guys                 | 🇬🇧         |
| 13                   | 13                 | Gekwakel met Kakel             | A Bolt From The Blue               | 🇬🇧         |
| Seizoen 2            |                    |                                |                                    |            |
| 1                    | 14                 | Een nieuw begin                | Old Hats and New Brooms            | 🇬🇧         |
| 2                    | 15                 | Vals alarm & noodgevallen      | Alarms And Diversions              | 🇬🇧         |
| 3                    | 16                 | Een opkikker voor Merel        | It's A Frogs Life                  | 🇬🇧         |
| 4                    | 17                 | Lekkers bij de thee            | Crumpets For Tea                   | 🇬🇧         |
| 5                    | 18                 | Het bezoek van de inspectrice  | The Inspector Calls                | 🇬🇧         |
| 6                    | 19                 | Beestachtig getover            | Animal Magic                       | 🇬🇧         |
| 7                    | 20                 | Laat je niet meeslepen         | Carried Away                       | 🇨🇦         |
| 8                    | 21                 | De schatplaats van de draak    | The Dragon's Hoard                 | 🇨🇦         |
| 9                    | 22                 | Het grote licht                | The Genius Of The Lamp             | 🇬🇧         |
| 10                   | 23                 | Vervlogen in de lucht          | Up In The Air                      | 🇬🇧         |
| 11                   | 24                 | Eerlijk is oneerlijk           | Fair Is Foul & Fouls Are Fair      | 🇬🇧         |
| 12                   | 25                 | Groene vingers                 | Green Fingers & Thumbs             | 🇬🇧         |
| 13                   | 26                 | Millenniumkoorts               | The Millennium Bag                 | 🇬🇧         |
| Seizoen 3            |                    |                                |                                    |            |
| 1                    | 27                 | De geheime club                | Secret Society                     | 🇬🇧         |
| 2                    | 28                 | Op snuffelstage                | An Unforgettable Experience        | 🇨🇦         |
| 3                    | 29                 | Wie is welke heks              | Which Witch Is Which ?             | 🇬🇧         |
| 4                    | 30                 | Radio Heks                     | The Witchy Hour                    | 🇬🇧         |
| 5                    | 31                 | Kibbel kibbel knuisje          | Learning The Hard Way              | 🇬🇧         |
| 6                    | 32                 | Het heksenhaar project         | The Hair Witch Project             | 🇬🇧         |
| 7                    | 33                 | Stipt als een uurwerk          | Just Like Clockwork                | 🇬🇧         |
| 8                    | 34                 | Kunstoorlog                    | Art Wars                           | 🇬🇧         |
| 9                    | 35                 | Krachtige Kim                  | Power Drill                        | 🇬🇧         |
| 10                   | 36                 | De fusie                       | Better Dead Than Co-Ed             | 🇨🇦         |
| 11                   | 37                 | Het verloren akkoord           | The Lost Chord                     | 🇬🇧         |
| 12                   | 38                 | Kermisrecht                    | The Unfairground                   | 🇬🇧         |
| 13                   | 39                 | De onuitgenodigde heks         | The Uninvited                      | 🇬🇧         |
| 14                   | 40                 |                                | Cinderella In Boots                | 🇬🇧         |